# اوگاوا، سایتاما
اوگاوا، سایتاما (به لاتین: Ogawa, Saitama) یک منطقهٔ مسکونی در ژاپن است که در استان سایتاما واقع شده‌است. اوگاوا ۶۰٫۳۶ کیلومترمربع مساحت و ۳۰٬۹۷۲ نفر جمعیت دارد.